# Епархия Луксора (Коптская католическая церковь)
Епархия Луксора (лат. Eparchia Thebana) — епархия Коптской католической церкви с центром в городе Луксор, Египет.

## История
26 ноября 1895 года Святой Престол учредил епархию Луксора Коптской католической церкви.
10 августа 1947 года и 13 сентября 1981 года епархия Луксора передала часть своей территории для возведения новых епархий Асьюта и Сохага.

## Ординарии епархии
- епископ Ignazio Gladès Berzi (6.03.1896 — 29.01.1925);
- епископ Markos Khouzam (10.03.1926 — 10.08.1947) — назначен патриархом Коптской католической церкви;
- епископ Isaac Ghattas (21.06.1949 — 8.05.1967);
- епископ Стефанос II Гаттас (8.05.1967 — 9.06.1986) — назначен патриархом Коптской католической церкви, кардинал с 21.02.2001 года;
- епископ Aghnatios Elias Yaacoub (15.07.1986 — 12.03.1994);
- епископ Youhannes Ezzat Zakaria Badir (23.06.1994 — по настоящее время).

## Источник
- Annuario Pontificio, Libreria Editrice Vaticana, Città del Vaticano, 2003, ISBN 88-209-7422-3